# Banc de Bilho
Le banc de Bilho est un banc de sable de l'estuaire de la Loire, en France.
Long de 1,9 km, le banc est situé entre les communes de Saint-Nazaire et Donges sur la rive droite, et de Saint-Brevin-les-Pins et Corsept sur la rive gauche, légèrement en amont du pont de Saint-Nazaire.
Le banc de Bilho est d’origine naturelle puisque la carte des côtes de Bretagne datant de 1753 en faisait déjà mention. Cependant, une partie du banc est constamment émergée, même à marée haute. Cette situation provient du dépôt de 8 millions m3 de sédiments issus du dragage du chenal de Donges lors de la création du terminal pétrolier en 1979 et 1981. Il est alors consolidé et enroché. L'îlot est désormais en partie recouvert de végétation (un petit bois de tamarix s'y est développé dès les années 2000) faisant du banc de Bilho une halte migratoire et un lieu de nidification, abritant de nombreuses espèces d'oiseaux, dont une colonie d'ibis sacrés.
Au même titre que dans les réserves du Massereau et du Migron, situés plus en amont sur le fleuve à la hauteur de Frossay, la chasse y est interdite.
Même si, par un effet entonnoir, le banc permet un meilleur écoulement de l'eau au nord de celui-ci, il accélère néanmoins l'envasement au sud. Le port travaille en association avec le « Groupement d’intérêt public Loire estuaire » pour freiner l’engraissement des vasières.

### Articles  connexes
- Banc de sable
- Estuaire de la Loire